# نبيت مهبلي

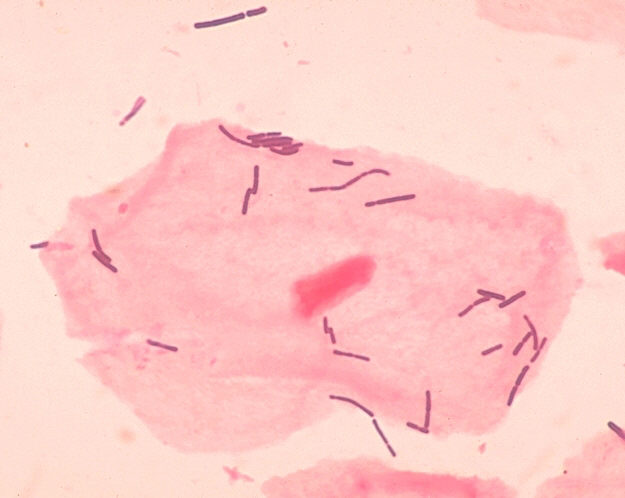
الملينات والخلايا الحرشفية المهبلية

اكتُشفت الكائنات الدقيقة التي تستوطن المهبل والتي يشار إليها مجتمعة باسم الميكروبيم المهبلي أوالنبيت الجرثومي المهبلي بواسطة طبيب أمراض النساء الألماني ألبرت دوديليرن (Albert Döderlein) في عام 1892. وتكون لكمية ونوع البكتيريا الموجودة مضاعفات هامة على الصحة العامة للمرأة. من أنواع البكتيريا الأولية المستوطنة في الشخص السليم نوع البكتيريا الملينة، مثل بكتيريا الاسيدوفيلس وبكتيريا دوديرلين وحمض اللاكتيك الناتج عن هذه البكتيريا (بعض الأنواع تنتج فوق أكسيد الهيدروجين أو المضادات الحيوية) مصحوبة مع السوائل التي تفرز خلال الإثارة الجنسية تكون مسؤولة بصورة كبيرة عن الرائحة المميزة المرتبطة بمنطقة المهبل.

## الحيض
أثناء الحيض، لوحظ انخفاض تركيز الميكروبيوم المهبلي. وهناك جدل بشأن تأثير استخدام حشوات القطن على النبيت الجرثومي المهبلي، ولكن يظهر أن استخدام حشوات القطن لا يعدل من توازن الوجود البكتيري.

## الوقاية من الأمراض
يساعد الميكروبيوم المهبلي الصحي في الوقاية من العدوى البكتيرية المهبلية، وداء المبيضات، وغيرها من المشكلات المحتملة، من خلال المحافظة على درجة حموضة منخفضة (<4.5)، وهي بيئة غير مواتية لنمو مسبّبات الأمراض الشائعة مثل الغاردنريلة المهبلية. كما تُساهم العصيات اللبنية الموجودة في الميكروبيوم الصحي في شَغل البيئة المهبلية، مما يمنع الكائنات الممرِضة من استغلالها للنمو والتكاثر. ومع ذلك، فإن وجود بكتيريا ضارة أو اختلال في التوازن البكتيري قد يؤدي إلى الإصابة بالعدوى. ومن الطرق التي تساعد على تقليل خطر العدوى في المنطقة المحيطة  بـالإحليل، التبول مباشرةً بعد العلاقة الحميمة. كما قد يُساهم استخدام وسائل منع الحمل المعقّمة في الوقاية من العدوى.